# Julia Garner

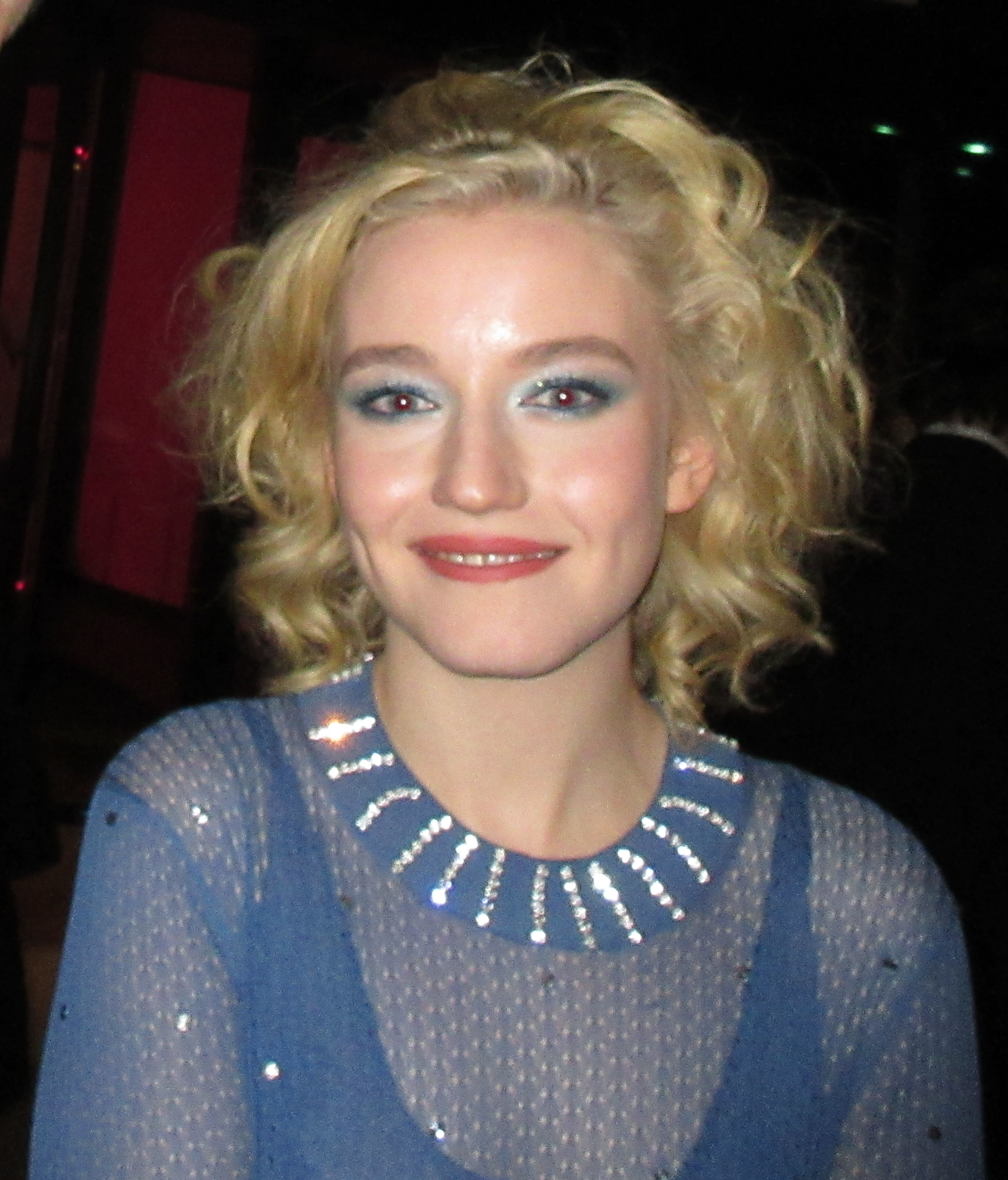
Julia Garner (2018)

Julia Garner (ur. 1 lutego 1994 w Nowym Jorku) – amerykańska aktorka, trzykrotna zdobywczyni nagrody Primetime Emmy za rolę Ruth Langmore w serialu Ozark.

## Filmografia

### Filmy
| Rok  | Tytuł                             | Rola                          | Uwagi       |
| ---- | --------------------------------- | ----------------------------- | ----------- |
| 2010 | The Dreamer                       | Girl on Sidewalk #3           | krótkometr. |
| 2010 | One Thousand Cranes               | Dorian                        | krótkometr. |
| 2011 | Martha Marcy May Marlene          | Sarah                         |             |
| 2011 | Our Time                          | Kaya                          | krótkometr. |
| 2011 | Mac & Cheese                      | Mary Katherine Brown          | krótkometr. |
| 2012 | Electrick Children                | Rachel McKnight               |             |
| 2012 | The Perks of Being a Wallflower   | Susan                         |             |
| 2012 | Not Fade Away                     | dziewczyna w aucie            |             |
| 2013 | We Are What We Are                | Rose Parker                   |             |
| 2013 | The Last Exorcism Part II         | Gwen                          |             |
| 2013 | Hair Brained                      | Shauna Holder                 |             |
| 2014 | Send                              | Girl                          | krótkometr. |
| 2014 | I Believe in Unicorns             | Cassidy                       |             |
| 2014 | Sin City 2: Damulka warta grzechu | Marcie                        |             |
| 2015 | Grandma                           | Sage                          |             |
| 2016 | Good Kids                         | Tinsley                       |             |
| 2017 | Tomato Red                        | Jamalee Merridew              |             |
| 2017 | One Percent More Humid            | Catherine                     |             |
| 2017 | Everything Beautiful Is Far Away  | Rola                          |             |
| 2019 | Asystentka                        | Jane                          |             |
| 2025 | Fantastyczna 4: Pierwsze kroki    | Shalla-Bal / Srebrna Surferka |             |

### Telewizja
| Rok       | Tytuł             | Rola                     | Uwagi              |
| --------- | ----------------- | ------------------------ | ------------------ |
| 2015–2018 | Zawód: Amerykanin | Kimberly Breland         | 10 odcinków        |
| 2016      | Dziewczyny        | współlokatorka Charliego | 1 odc.             |
| 2016–2017 | The Get Down      | Claudia Gunns            | 2 odc.             |
| 2017–2022 | Ozark             | Ruth Langmore            | gł. rola           |
| 2018      | Waco              | Michelle Jones           | miniserial; 6 odc. |
| 2018      | Wariat            | Ellie Landsberg          | miniserial; 5 odc. |
| 2018–2019 | Dirty John        | Terra Newell             | gł. rola; 6 odc.   |
| 2019      | Modern Love       | Maddy                    | 2 odc.             |
| 2022      | Kim jest Anna?    | Anna Delvey              | gł. rola           |